# Puti
Puti – wieś w Gruzji, w regionie Imeretia, w gminie Zestaponi. W 2014 roku liczyła 1564 mieszkańców.